# Poignard à antennes
 (signalé en juin 2025).
Si vous disposez d'ouvrages ou d'articles de référence ou si vous connaissez des sites web de qualité traitant du thème abordé ici, merci de compléter l'article en donnant les références utiles à sa vérifiabilité et en les liant à la section « Notes et références ».
- Archive Wikiwix
- Bing
- Cairn
- DuckDuckGo
- E. Universalis
- Gallica
- Google
- G. Books
- G. News
- G. Scholar
- Persée
- Qwant
- (zh) Baidu
- (ru) Yandex
- (wd) trouver des œuvres sur Wikidata

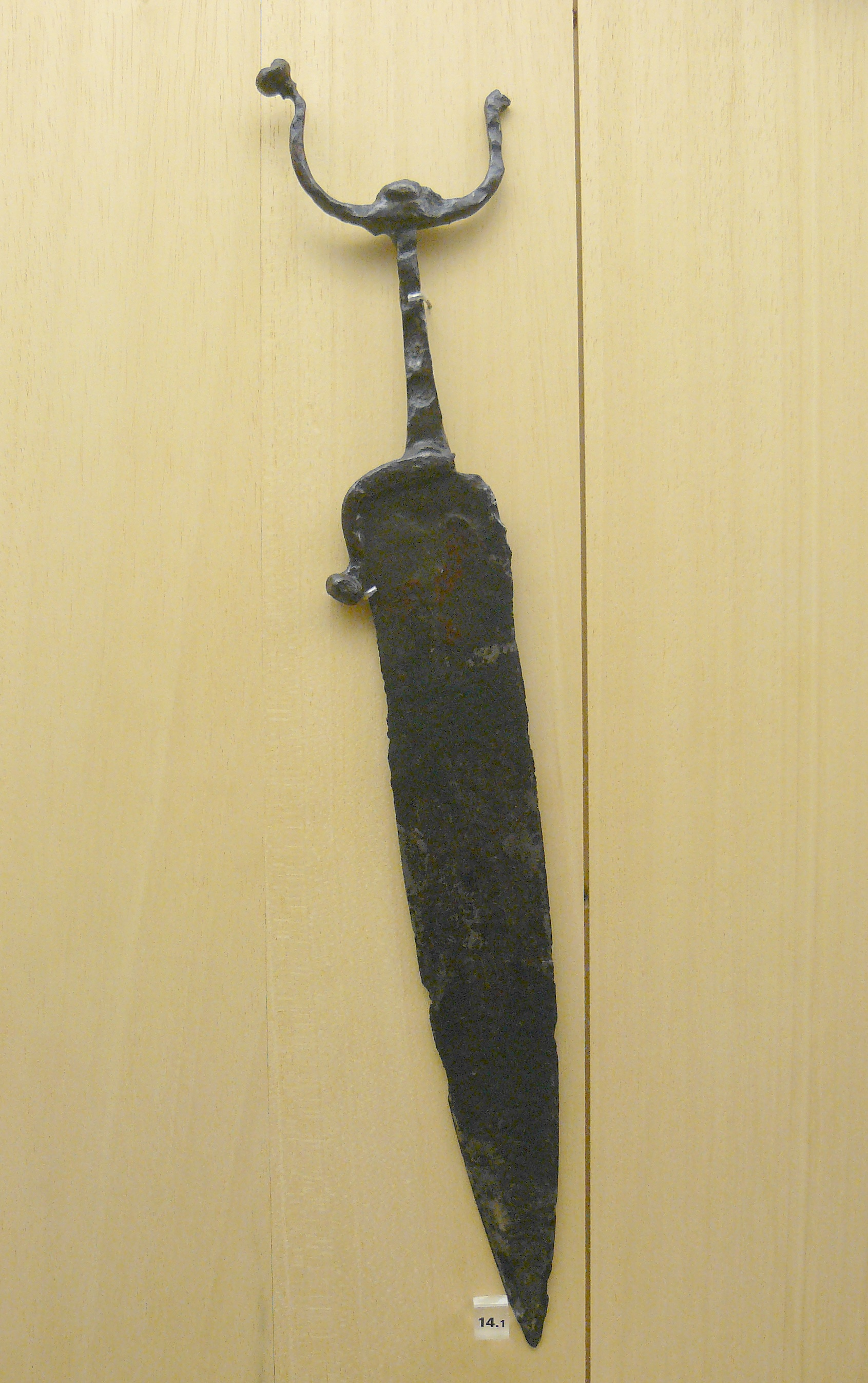
Un poignard à antennes, en fer, vers le, musée d'Archéologie nationale.

Les poignards à antennes ainsi que les épées à antennes sont, dans la typologie des armes de la protohistoire, un type d'arme dont le pommeau de la  poignée se prolonge par deux éléments relevés faisant penser à des antennes d'insecte.
Présents sur une longue période de la protohistoire, de la culture de Hallstatt à celle de La Tène, on trouve ces armes en bronze, puis en fer. L'évolution et les caractéristiques des différents modèles ont permis l'établissement d'une nomenclature connue sous le nom de classification de Meljukova qui permet une datation assez précise des différents types rencontrés.

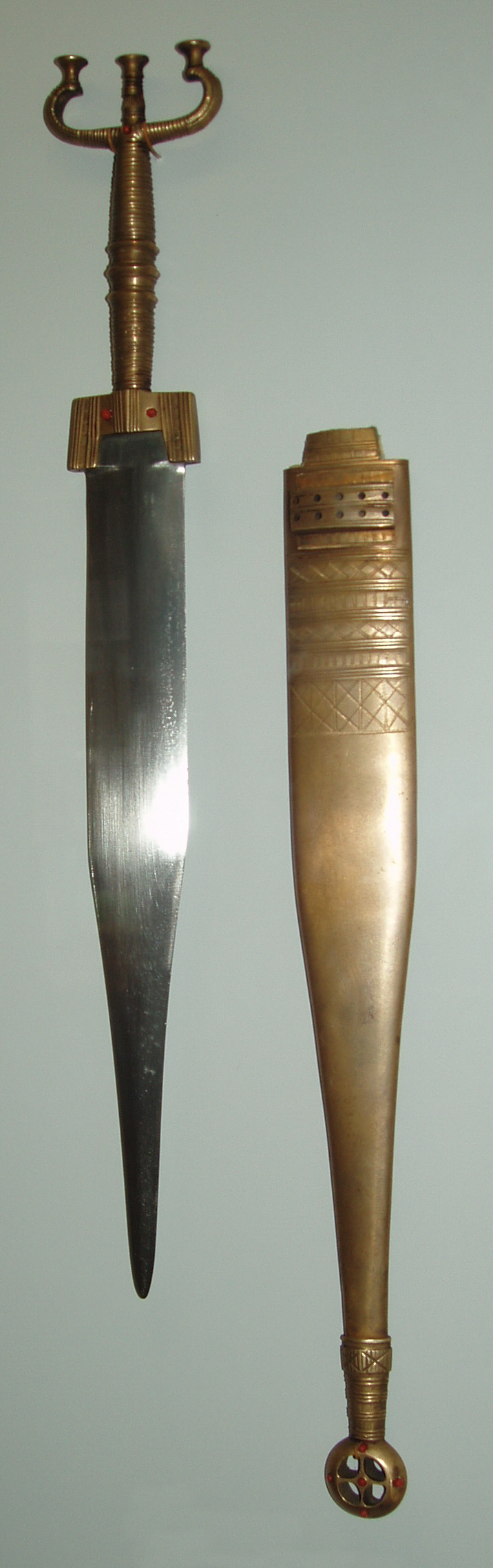
Épée de la sépulture de Hochdorf
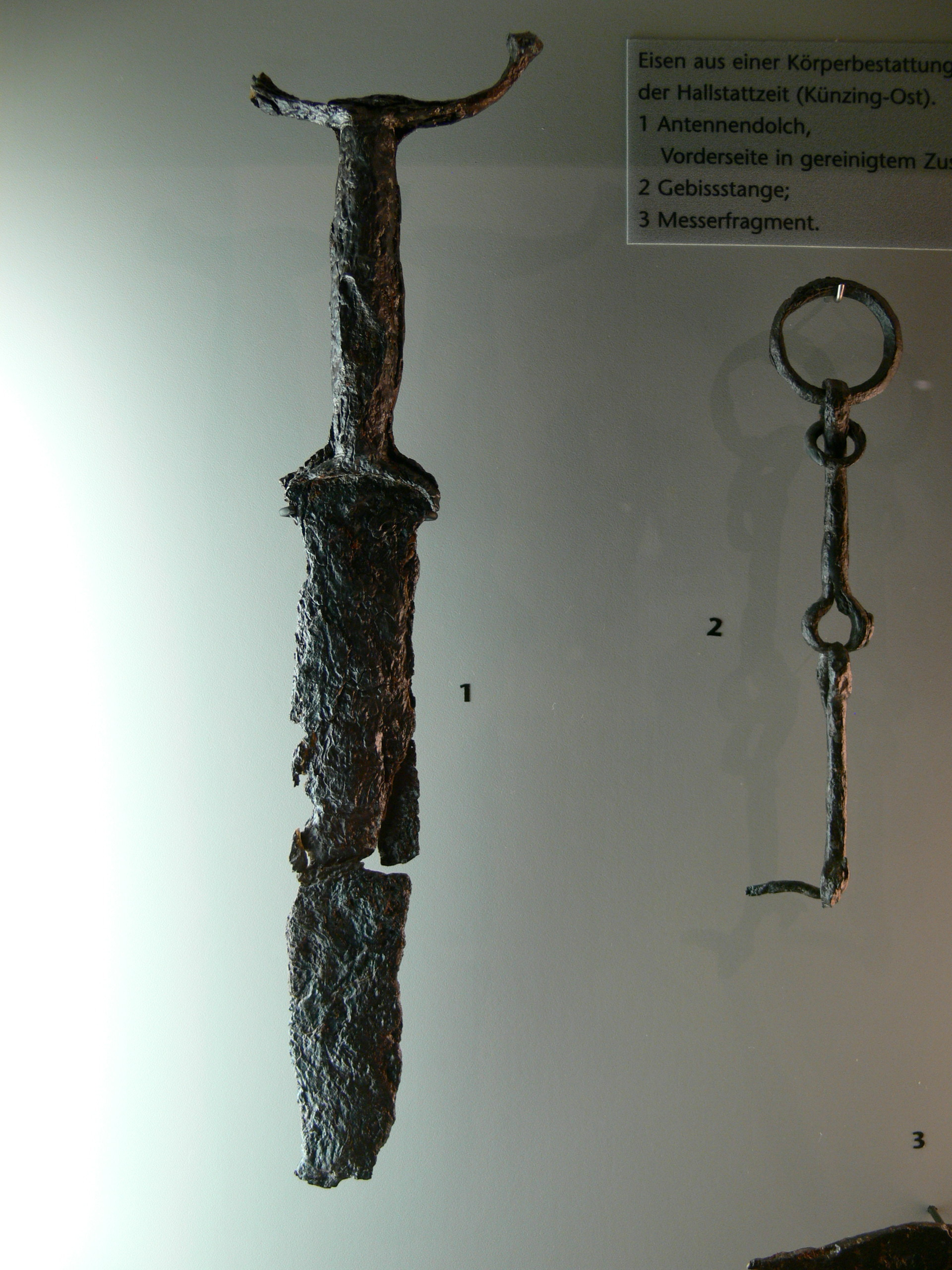
Dague période de Hallstatt, musée Quintana à Künzing
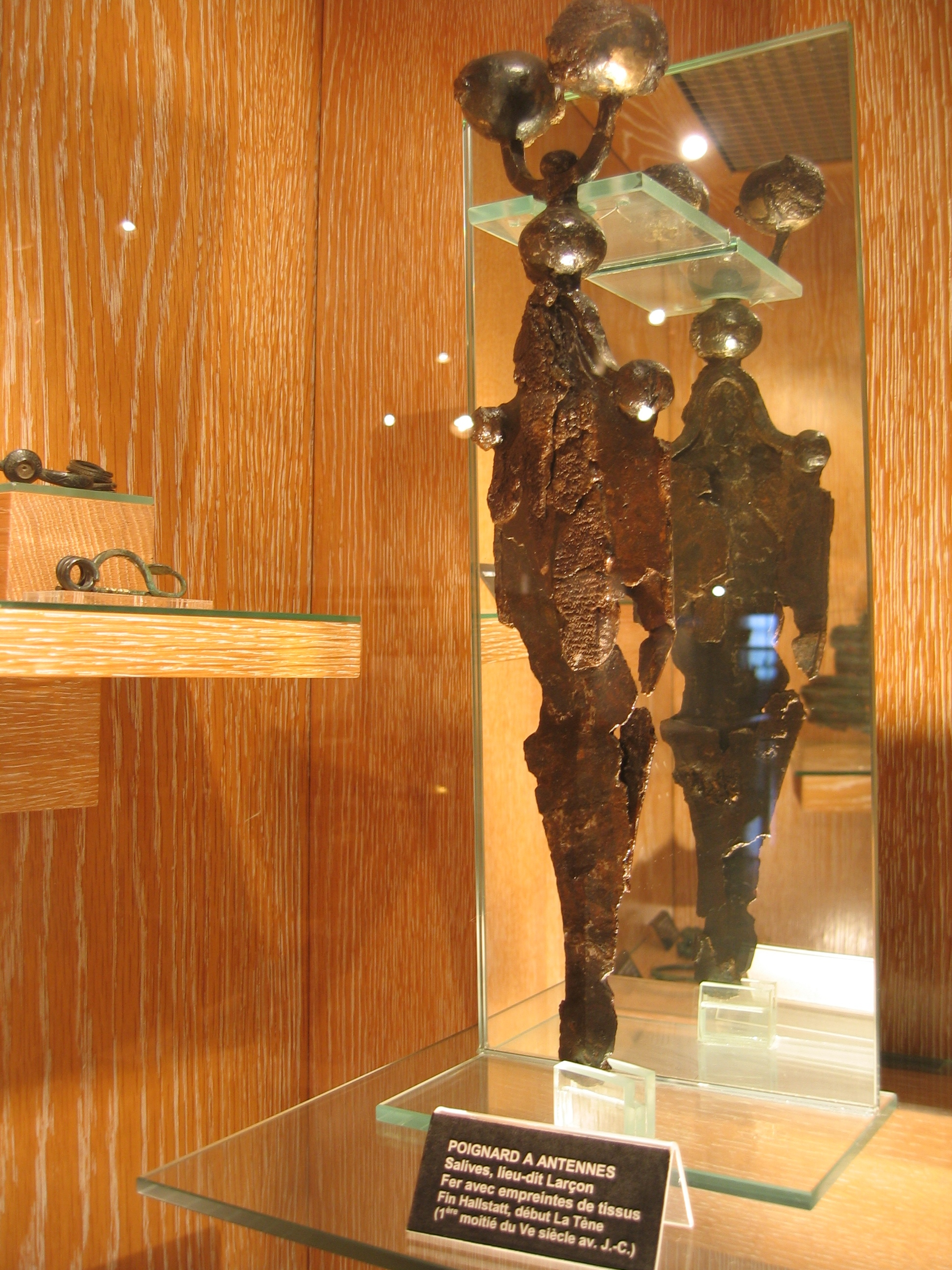
Poignard à antennes à boules, en fer, musée archéologique de Dijon